# Knieperdamm 5 (Stralsund)
Knieperdamm 5 ist die postalische Adresse eines Bauwerks in Stralsund am Knieperdamm. Bis Ende 2017 stand hier das mit der Nummer 411 in die Liste der Baudenkmale in Stralsund eingetragene einstige Gebäude der Bürgerressource, das später als Pionierhaus bzw. Schülerfreizeitzentrum genutzt wurde und zuletzt leer stand und verfiel. Zum Gebäude gehört ein etwa 5000 Quadratmeter großes Grundstück, auf dem auch Stralsunds wahrscheinlich ältester Baum, eine Eibe, steht.
Nach dem Abriss des denkmalgeschützten Gebäudes im November 2017 entstand auf dem Areal bis Ende 2019 ein Fitnesscenter und ein Sanitätshaus.

## Geschichte

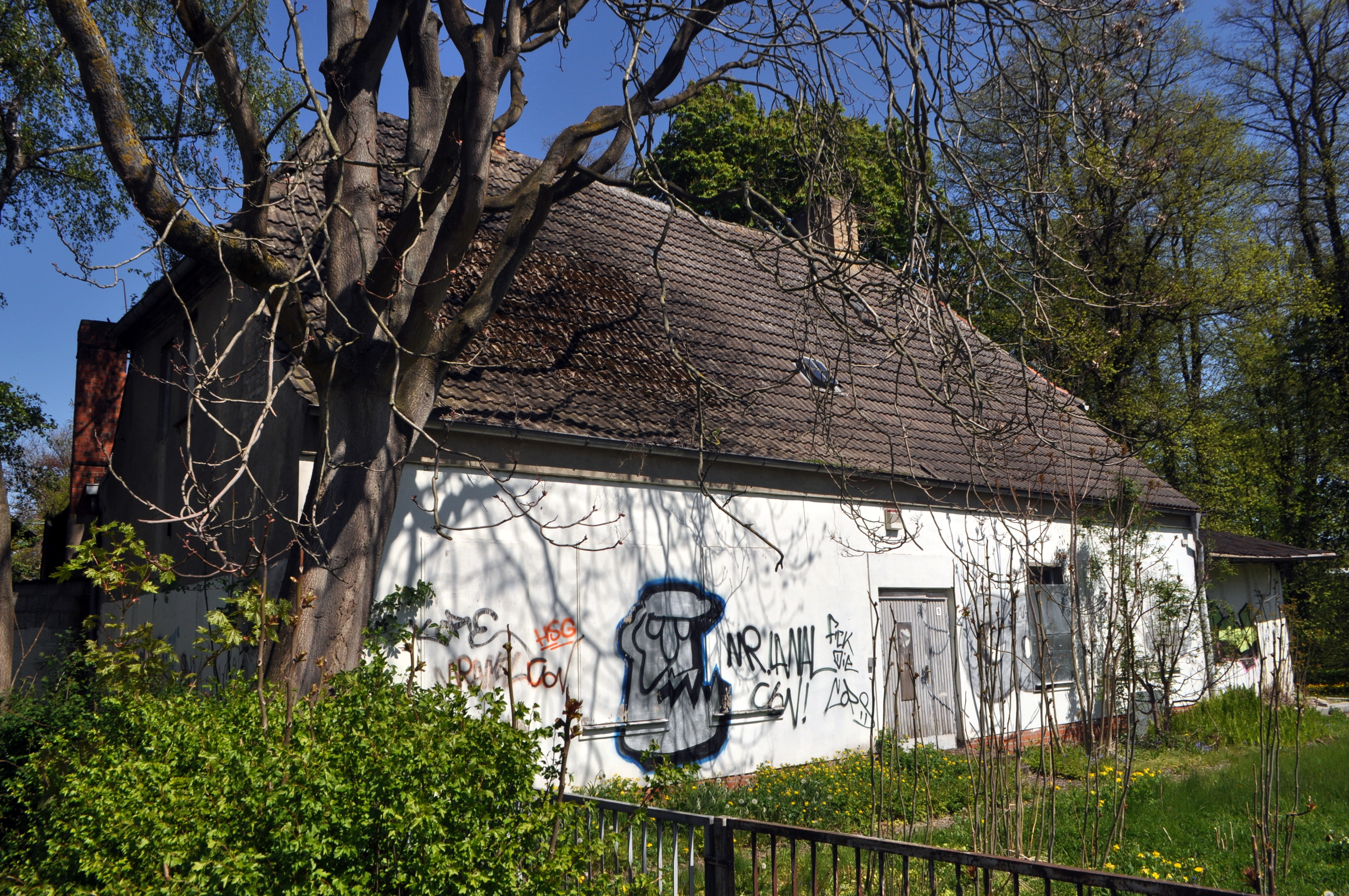
Ansicht vom Knieperdamm aus (2016)

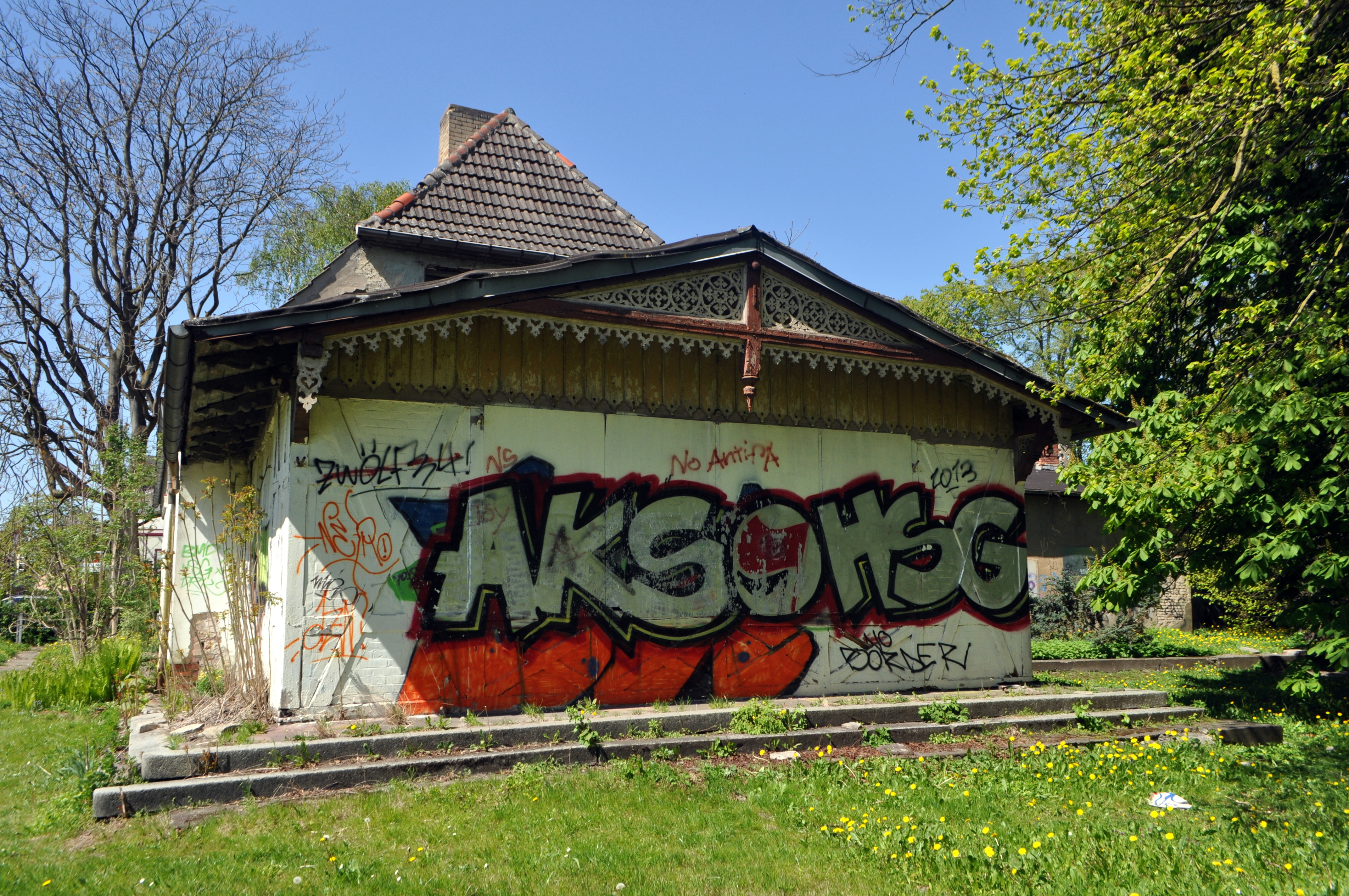
Ansicht der Veranda, vom Garten aus (2016)

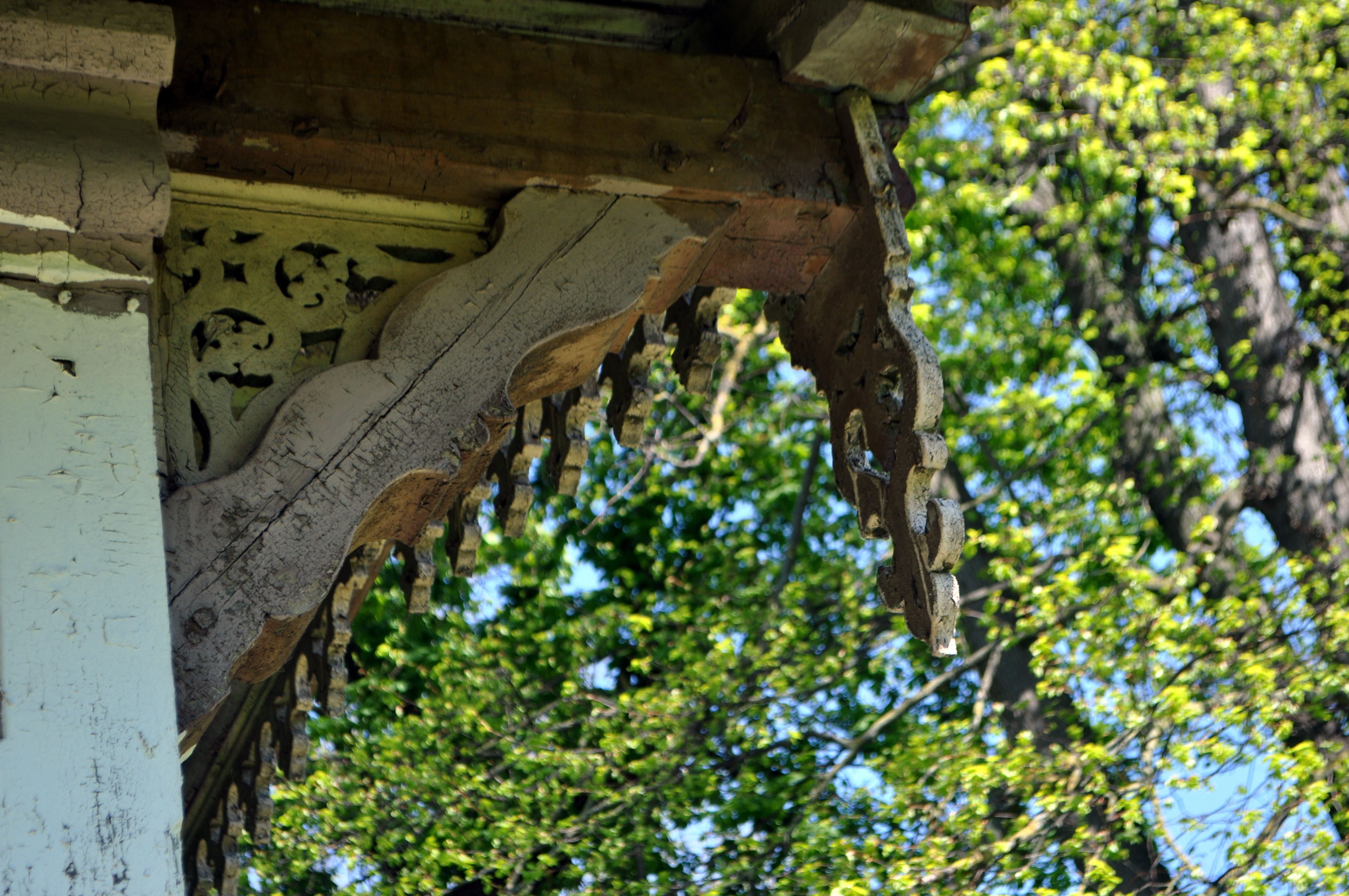
Detailansicht der aufwändigen Holzverkleidung an der Veranda (2016)

Der Ratsherr Arnold Lucas Langemak erwarb zu Beginn des 19. Jahrhunderts die Grundstücke vom Knieperdamm 4 bis zur Gerhart-Hauptmann-Straße und legte sie zu einem großen Garten zusammen. Etwa 1811/1812 errichtete er ein Gartenhaus mit Stall und Bienenzucht. Am 18. Februar 1850 ersteigerte der Verein Bürger-Ressource den Garten für 21.000 Reichstaler und begann, ihn für Sommerfeste und Freiluftkonzerte herzurichten. Einen Entwurf dazu steuert auch Hans Heinrich Grotjahn bei. Ein Saal wurde gebaut und am 19. August 1850 eingeweiht. In dem einstigen Gartenhaus des Ratsherrn befand sich nun das Gesellschaftszimmer; hieran wurde ein Fachwerk-Vorbau mit einer aufwändig verzierten Holzverkleidung gesetzt, von dem aus der Ausschank bei Gartenfesten erfolgte. Zehn Jahre später kam ein Spielsaal, 1873 eine zum Knierperdamm gelegene Veranda für Frauen („Damen-Veranda“) hinzu. Im Jahr 1878 wurde ein neuer Musikpavillon errichtet. Im Bürgergarten fanden Feste, Maskenbälle, Gartenkonzerte, Gartenausstellungen und Vorträge statt.
Nach dem Zweiten Weltkrieg wurden auf Anweisung der Militärkommandantur der Sowjetarmee alle Vereine aufgelöst. Der Bürgergarten wurde ab dem 1. Mai 1946 dem Freien Deutschen Gewerkschaftsbund übereignet. Das Haus wurde nun als Gewerkschaftshaus bezeichnet. Allerdings wurde der Ruf des Bürgergartens immer schlechter, bei Feiern kam es immer wieder zu Schlägereien. Im Jahr 1950 wurde beschlossen, das Haus der Pionierorganisation Ernst Thälmann zu übergeben. Am 5. Oktober 1950 wurde das „Kreishaus der Jungen Pioniere“ eröffnet. Unter Anleitung gab es unter anderem die Arbeitsgemeinschaften Aquarianer, Meteorologie, Schach, Philatelie sowie einen Fotozirkel.
Nach der „Wende“ 1989/1990 wurde der einstige Bürgergarten noch einige Jahre als Schülerfreizeitzentrum genutzt.
Im Jahr 1999 wurde der Gebäudekomplex durch Erbbaurecht an Wohlfahrtseinrichtungen übertragen, die allerdings mit ihrem Vorhaben, dort ein Generationenhaus einzurichten, scheiterten; der nur zu einem Teil bebaubare Komplex wurde daher rückabgewickelt.
Das Haus verfiel, der Garten verwilderte. Sowohl das Gebäude als auch der Park sind nach Angaben des Restaurators Wolf Thormeier (2017) seit der Erbauungszeit kaum verändert worden, so dass es sich um ein seltenes Zeugnis einer Ausflugsgaststätte des 19. und 20. Jahrhunderts im Vorstadtgebiet Stralsunds handelte.
Im Juli 2013 teilte Oberbürgermeister Alexander Badrow der Bürgerschaft mit, dass ein Investor für das Haus gefunden sei, der dort ein Ausflugslokal einrichten wolle; im September des Jahres sollte die Entscheidung über den Verkauf der Immobilie fallen. In Absprache mit dem Landesamt für Denkmalpflege sei keine andere Lösung gefunden worden.
Im Januar 2015 wurde einem Interessenten aus Duisburg mitgeteilt, dass es bereits Verhandlungen gebe und seine Anfrage deshalb abgelehnt werde.
Am 19. Juni 2015 reichte der Pommersche Diakonieverein in Greifswald einen Kaufantrag ein, um hier ein Begegnungszentrum mit einem familienorientierten Wohn- und Servicehaus zu errichten; geboten wurden 280.000 Euro. Anfang Januar 2016 erneuerte eine Bauherrengemeinschaft, bestehend aus dem Fitnesscenter „Gym Fitness World“ und dem Sanitätshaus Schumann, ihr Angebot für das Anwesen in Höhe von 275.000 Euro unter Bezugnahme auf den bereits am 6. Januar 2014 gestellten Bauantrag. Am 22. Januar 2016 erneuerte der Diakonieverein sein Angebot; am selben Tag erhöhte die Bauherrengemeinschaft ihr Angebot auf 285.000 Euro. Im März 2016 teilte die Stadtverwaltung auf eine Anfrage hin mit, dass das Gebäude abgerissen werden und auf dem Grundstück ein Fitnesscenter und Sanitätshaus entstehen solle. Investoren dafür sind die „Gym Fitness World“ und das Sanitätshaus Schumann; der zweite Interessent, der Pommersche Diakonieverein Greifswald, stockte nach eigenen Angaben sein Gebot nochmals auf. Die Investorengemeinschaft bot 285.000 Euro für die abrissreife Immobilie samt Grundstück; der Diakonieverein hatte zunächst 5000 Euro weniger geboten, aber in Aussicht gestellt, 300000 Euro auszugeben. Die Stadtverwaltung favorisierte laut einem Aktenvermerk seit Anfang 2014 den Plan, ein Fitnesscenter zu errichten. Am 1. Dezember 2016 beschloss die Stralsunder Bürgerschaft, das Areal für 285.000 Euro an die Bauherrengemeinschaft zu verkaufen.
Im Oktober 2017 teilte einer der Investoren mit, dass das Gebäude noch im selben Jahr abgerissen werden solle, um Platz für den Neubau eines Fitnesscenters und eines Sanitätshauses zu schaffen. Alle nötigen Genehmigungen der zuständigen Behörden von Stadtverwaltung und Landkreis lagen dazu vor. Dazu war wegen des Denkmalschutzcharakters eine fotografische Gebäudedokumentation an die Denkmalschutzbehörde zu übergeben. Am 11. November 2017 wurde das Gebäude abgerissen. Eine Veranda des Gebäudes wurde demontiert und soll im Lokal Bürgergarten am Knieperteich wieder aufgebaut werden. Auch eine Backsteinmauer blieb erhalten.
Für das Bauvorhaben sollen zwölf der insgesamt 30 Bäume auf dem Grundstück gefällt werden, darunter Linde, Ahorn, Scheinzypresse, Eibe, Birke, Götterbaum und Baum-Hasel.
Am 21. November 2018 wurde der Grundstein für den Neubau gelegt.